# Trofeo DHL Vuelta Rápida
El Trofeo DHL Vuelta Rápida es un premio que otorga la empresa DHL al piloto de Fórmula 1 que más vueltas rápidas marque en una temporada. En 2007, Kimi Räikkönen se llevó la primera edición de este premio. En la actualidad, Lewis Hamilton es el piloto que más trofeos posee (6).

## Ganadores
En negrita aparecen los pilotos que ese mismo año se consagraron campeones del mundo.
| Año  | Ganador          | Constructor      | Chasis | VR |
| ---- | ---------------- | ---------------- | ------ | -- |
| 2007 | Kimi Räikkönen   | Ferrari          | F2007  | 6  |
| 2008 | Kimi Räikkönen   | Ferrari          | F2008  | 10 |
| 2009 | Sebastian Vettel | Red Bull         | RB5    | 3  |
| 2010 | Fernando Alonso  | Ferrari          | F10    | 5  |
| 2011 | Mark Webber      | Red Bull-Renault | RB7    | 7  |
| 2012 | Sebastian Vettel | Red Bull-Renault | RB8    | 6  |
| 2013 | Sebastian Vettel | Red Bull-Renault | RB9    | 7  |
| 2014 | Lewis Hamilton   | Mercedes         | W05    | 7  |
| 2015 | Lewis Hamilton   | Mercedes         | W06    | 8  |
| 2016 | Nico Rosberg     | Mercedes         | W07    | 6  |
| 2017 | Lewis Hamilton   | Mercedes         | W08    | 7  |
| 2018 | Valtteri Bottas  | Mercedes         | W09    | 7  |
| 2019 | Lewis Hamilton   | Mercedes         | W10    | 6  |
| 2020 | Lewis Hamilton   | Mercedes         | W11    | 6  |
| 2021 | Lewis Hamilton   | Mercedes         | W12    | 6  |
| 2022 | Max Verstappen   | Red Bull-RBPT    | RB18   | 5  |
| 2023 | Max Verstappen   | Red Bull-RBPT    | RB19   | 9  |

- 1 En 2007, Kimi Räikkönen y Felipe Massa empataron con 6 vueltas rápidas y con 2 segundas vueltas rápidas. Räikkönen ganó el trofeo al marcar más terceras vueltas rápidas que Massa.

- 2 En 2009, Sebastian Vettel y Mark Webber empataron con 3 vueltas rápidas. Vettel ganó el trofeo al marcar más segundas vueltas rápidas que Webber.
- 3 En 2010, Fernando Alonso y Lewis Hamilton empataron con 5 vueltas rápidas. Alonso ganó el trofeo al marcar más segundas vueltas rápidas que Hamilton.